# کیرشندمنرویت
کیرشندمنرویت (به آلمانی: Kirchendemenreuth) یک شهر در آلمان است که در Neustadt an der Waldnaab واقع شده‌است. کیرشندمنرویت ۹۰۶ نفر جمعیت دارد.